# ハイペロン
ハイペロン（英: hyperon）はバリオンの分類の１つ。ストレンジクォークを含み、かつチャームクォーク、ボトムクォーク、トップクォークを含まないバリオンを指す。

## 性質
すべてのハイペロンは、バリオンであると同時にフェルミオンでもある。すなわち、それらは半整数スピンを持ちフェルミ＝ディラック統計に従う。それらはすべて強い核力を経由して相互作用し、ハドロンを形成する。また、3つの軽いクォークから構成され、少なくともその1つはストレンジクォークである。ストレンジクォークを含むため、それらはストレンジバリオンである。ハイペロンは、パリティ非保存の弱い崩壊に至る。
寿命は10-10秒から10-8秒と、核子に比べきわめて短命であり、その質量は核子より数割重たい。また、1つの核子と、1つまたはいくつかの中間子に崩壊する。
個々のハイペロンの性質についてはバリオンも参考のこと。

## 種類

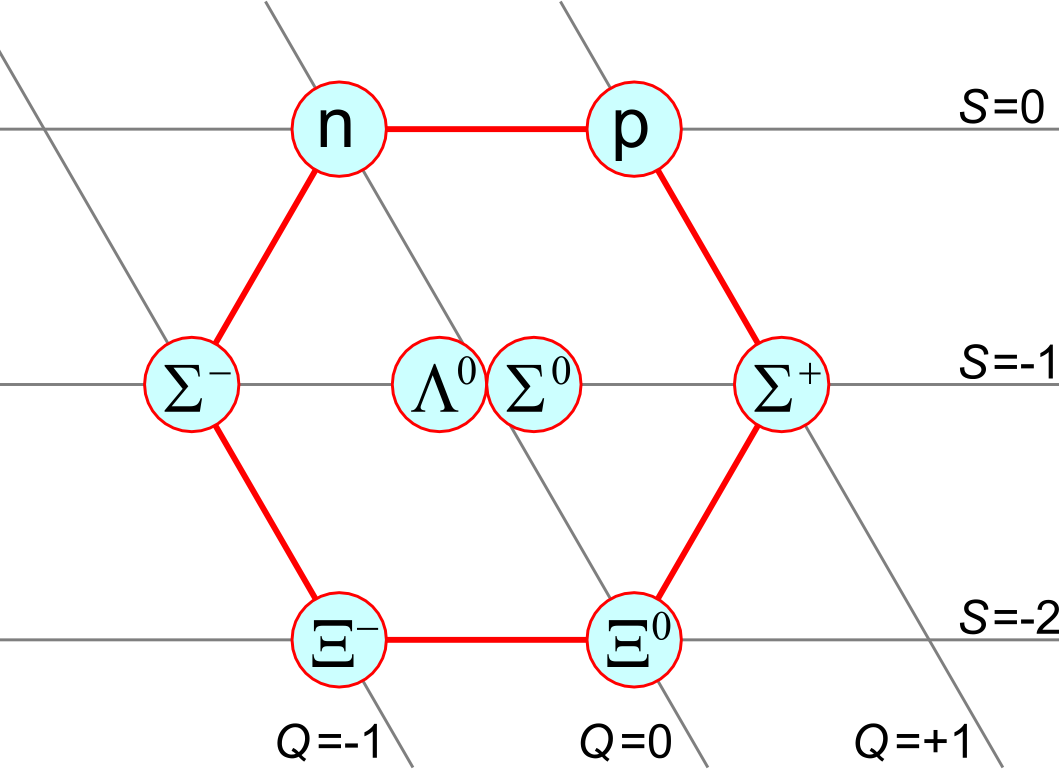
バリオン8重項。最上段のn・p以外のΣ・Ξ・Λがハイペロンである。Qは電荷、Sはストレンジネス。

バリオン10重項は、全スピンが3/2になる三つのu、dまたはsクォークの組合せで構成される。最上段のΔ以外の下の六のつΣ^{*}・Ξ^{*}・Ωがハイペロンである。

ハイペロンの種類には、Σ粒子、Ξ粒子、Λ粒子、Σ*粒子、Ξ*粒子、Ω粒子がある。アイソスピンの第3成分を考慮に入れる（アップクォークとダウンクォークを区別する）と、全部で12種類が存在する。
シグマハイペロンは、Σ+
 、Σ0
 およびΣ−
 の3種類が存在する。それらは、約1190 MeVの静止エネルギーおよび約1×10−10 秒の寿命を持つ。Σ0
 は例外でその寿命は1×10−19 秒以下である。
ラムダハイペロンは、Λ0
 の1種類が存在する。それは、1115 MeVの静止エネルギーおよび2.6×10−10 秒の寿命を持つ。
グザイハイペロンは、Ξ0
 およびΞ−
 の2種類が存在する。それらは、1315 MeVおよび1320 MeVの静止エネルギーと2.9×10−10 秒および1.6×10−10 秒の寿命を持つ。
オメガハイペロンは、Ω−
 の1種類が存在する。それは、1670 MeVの静止エネルギーおよび8.2×10−11 秒の寿命を持つ。

### 8重項
sdd = Σ-
(sud + sdu) / √2 = Σ0
uus = Σ+
dss = Ξ-
uss = Ξ0
(sud - sdu) / √2 = Λ0

### 10重項
(sdd + dsd + dds) / √3 = Σ*-
(uds + sdu + usd + dsu + sud + sdu) / √6 = Σ*0
(uus + usu + suu) / √3 = Σ*+
(dss + sds + ssd) / √3 = Ξ*-
(uss + sus + ssu) / √3 = Ξ*0
sss = Ω-

## 崩壊反応
ストレンジネスは強い相互作用によって変換されるので、基底状態ハイペロンは強い崩壊をしない。しかしながら、それらは強い相互作用に関与している。

### Λ崩壊
Λ0
  → p+
  + π−
 
Λ0
  → n0
  + π0
 
Λ0
 も次の過程により滅多に起こらない崩壊をする:
Λ0
  → p+
  + e−
  + ν 
e
Λ0
  → p+
  + μ−
  + ν 
μ

### Σ崩壊
Σ+
  → p+
  + π0
 
Σ+
  → n0
  + π+
 
Σ0
  → Λ0
  + γ
Σ−
  → n0
  + π−
 

### Ξ崩壊
Ξ0
  → Λ0
  + π0
 
Ξ−
  → Λ0
  + π−
 
Ξ粒子は、"カスケード"ハイペロンとしても知られる。それらは、最初にΛ0
 への崩壊を経てπ±
 を放射することにより、核子へ崩壊する二段階カスケード崩壊を起こすことから、この名前が付いた。

### Ω−崩壊
Ω−
 は、バリオン数+1および超電荷-2を持ち、そのストレンジネスは−3となる。それは陽子または中性子へ崩壊する多重フレーバー変換弱崩壊を起こす。マレー・ゲルマンのSU(3)モデル（ときに八道説と呼ばれる）は、このハイペロンの存在や質量、および弱崩壊のみが可能であることを予測する。
その存在に対する実験的証拠は、1964年にブルックヘブン国立研究所で発見された。粒子加速器によるその形成と観測のさらなる例により、SU(3)モデルは確証されている。
Ω−
  → Ξ0
  + π−
 
Ξ0
  → Λ0
  + π0
 
Λ0
  → p+
  + π−
 

## 研究
ハイペロンは通常の原子核には含まれないことから、原子核内でパウリの排他原理の制約を受けない。そのため、ハイペロンを使って原子核の内部を探ることができる。
ハイペロン-核子相互作用を研究することにより、一般化された強い相互作用の性質がわかる。ハイパー核を作ってそのエネルギー準位を調べることにより、この相互作用の研究が行われている。
ハイペロンの初めての研究は1950年代に始まり、物理学者たちは粒子の組織的な分類を作り上げることに駆り立てられた。今日、この領域の研究は、CERN、フェルミラボ、SLAC、JLAB、ブルックヘブン国立研究所、KEKなどの世界中の多くの施設から得られるデータに対し、行われている。ハイペロンに対する議題は、CP対称性の破れの探索、スピンの計測、励起状態の研究（一般的に分光学と呼ばれる）そしてペンタクォークおよびダイバリオンのようなエキゾチック状態の探索などがある。

## ハイペロンの一覧
| 粒子       | 記号      | 組成 | 静止質量 MeV/c2 | アイソスピン I | スピン(パリティ) JP | Q  | S  | C | B' | 平均寿命 s          | 崩壊生成物                            |
| ---------- | --------- | ---- | --------------- | -------------- | ------------------- | -- | -- | - | -- | ------------------- | ------------------------------------- |
| ラムダ     | Λ0        | uds  | 1 115.683(6)    | 0              | 1⁄2+                | 0  | −1 | 0 | 0  | 2.60×10−10          | p+ + π− または n0 + π0                |
| シグマ     | Σ+        | us   | 1 189.37(0.7)   | 1              | 1⁄2+                | +1 | −1 | 0 | 0  | (8.018±0.026)×10−11 | p+ + π0 または n0 + π+                |
| シグマ     | Σ0        | uds  | 1 192.642(24)   | 1              | 1⁄2+                | 0  | −1 | 0 | 0  | (7.4±0.7)×10−20     | Λ0 + γ                                |
| シグマ     | Σ−        | ds   | 1 197.449(30)   | 1              | 1⁄2+                | −1 | −1 | 0 | 0  | (1.479±0.011)×10−10 | n0 + π−                               |
| シグマ共鳴 | Σ+ (1385) | us   | 1 382.8(4)      | 1              | 3⁄2+                | +1 | −1 | 0 | 0  |                     | Λ + π または Σ + π                    |
| シグマ共鳴 | Σ0 (1385) | uds  | 1 383.7±1.0     | 1              | 3⁄2+                | 0  | −1 | 0 | 0  |                     | Λ + π または Σ + π                    |
| シグマ共鳴 | Σ− (1385) | ds   | 1 387.2(5)      | 1              | 3⁄2+                | −1 | −1 | 0 | 0  |                     | Λ + π または Σ + π                    |
| グザイ     | Ξ0        | us   | 1 314.83(20)    | 1⁄2            | 1⁄2+                | 0  | −2 | 0 | 0  | (2.90±0.09)×10−10   | Λ0 + π0                               |
| グザイ     | Ξ−        | ds   | 1 321.31(13)    | 1⁄2            | 1⁄2+                | −1 | −2 | 0 | 0  | (1.639±0.015)×10−10 | Λ0 + π−                               |
| グザイ共鳴 | Ξ0 (1530) | us   | 1 531.80(32)    | 1⁄2            | 3⁄2+                | 0  | −2 | 0 | 0  |                     | Ξ + π                                 |
| グザイ共鳴 | Ξ− (1530) | ds   | 1 535.0(6)      | 1⁄2            | 3⁄2+                | −1 | −2 | 0 | 0  |                     | Ξ + π                                 |
| オメガ     | Ω−        | s    | 1 672.45(29)    | 0              | 3⁄2+                | −1 | −3 | 0 | 0  | (8.21±0.11)×10−11   | Λ0 + K− または Ξ0 + π− または Ξ− + π0 |